# Molione trispinosa
Molione trispinosa là một loài nhện trong họ Theridiidae.
Loài này thuộc chi Molione. Molione trispinosa được Octavius Pickard-Cambridge miêu tả năm 1873.